# Georges Enderle

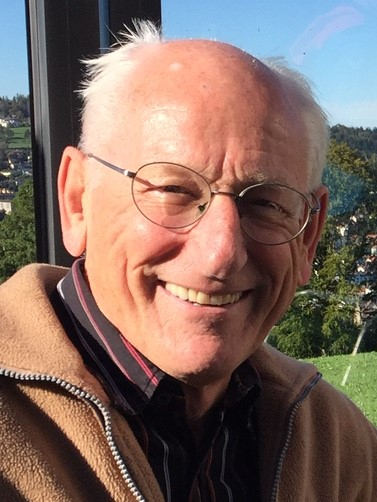
Georges Enderle (2020)

Georges Enderle (* 1943 in St. Gallen) ist ein Schweizer Wirtschaftsethiker und emeritierter Universitätsprofessor.

## Leben und Werk
Georges Enderle wuchs in St. Gallen-Rotmonten auf. 
Seine Gymnasialausbildung erfolgte an der Kantonsschule am Burggraben in St. Gallen. Er studierte Philosophie am Berchmannskolleg in München/Pullach und schloss 1967 mit einem Lizenziat der Philosophie ab. Danach studierte er an der Faculté de Théologie in Lyon-Fourvière, wo er 1973 das Theologiestudium beendete. Daraufhin wechselte er an die Universität Fribourg, studierte dort Wirtschaftswissenschaften und erlangte 1976 das Lizenziat mit dem Titel lic. rer. pol.
Von 1962 bis 1977 gehörte er dem Jesuitenorden an. 
Er verfasste seine Doktorarbeit ebenfalls an der Universität Fribourg, welche 1982 zu seiner Promotion führte. Seine Dissertation trägt den Titel Die Auswirkungen der Weltwirtschaftskrise der dreissiger Jahre auf die personelle Einkommens- und Vermögensverteilung.
Es folgte eine Spezialisierung auf Wirtschaftsethik an der Universität St. Gallen, wo er 1983 die Forschungsstelle für Wirtschaftsethik mitgründete und deren erster Leiter wurde. Dort habilitierte er sich 1986 zum Thema Sicherung des Existenzminimums im nationalen und internationalen Kontext. Eine wirtschaftsethische Studie. Von 1986 bis 1992 hielt er als Privatdozent der Universität St. Gallen Vorlesungen über Wirtschaftsethik an den Universitäten Fribourg, Bern, Tübingen und der Università Commerciale Luigi Bocconi in Mailand. Seine fünfjährige Forschungstätigkeit konzentrierte sich auf Unternehmensethik und Führungsethik. 
Gleichzeitig engagierte er sich als Mitgründer im European Business Ethics Network (EBEN) und der International Society of Business, Economics, and Ethics (ISBEE). 
Von 1990 bis 1991 war er zudem als Gastwissenschaftler an der Harvard University bei Amartya Sen tätig. Auf Einladung der University of Notre Dame in South Bend (Indiana) begann er 1992 seine Tätigkeit in internationaler Wirtschaftsethik, zuerst als Gastprofessor und dann ab 2001 als ständiger Professor des Stiftungslehrstuhls Arthur- und Mary O’Neil am College of Business Administration (später Mendoza College of Business). Ab 2006 bis zu seiner Emeritierung 2020 hielt er dort die John T. Ryan Jr. Professur für Internationale Wirtschaftsethik. 
Gleichzeitig arbeitete er regelmässig von 1994 bis 2016 in Forschung und Lehre der Wirtschafts- und Unternehmensethik in der Volksrepublik China. Er war Gastprofessor an der China Europe International Business School in Shanghai, am Shanghai Advanced Institute of Finance der Jiaotong-Universität Shanghai und an der Shanghai-Universität of Finance and Economics.
Seine Tätigkeiten befassten sich vor allem mit ethischen Herausforderungen der Globalisierung der Wirtschaft, der Schaffung von Reichtum in einem umfassenden Sinn, der Relevanz der Menschenrechte für die Wirtschaft und der Verantwortung von Unternehmen, mit Schwerpunkt auf die Entwicklungen in der Volksrepublik China.

## Weitere Tätigkeiten (Auswahl)
- Mitgründer und Mitglied des European Business Ethics Network (EBEN) von 1985 bis 1992
- Akademischer Berater des Centro de Ética y Humanidades para la Empresa, Universidad Adolfo Ibañez, Viña del Mar, Chile, von 1998 bis 2002
- Fellow of the Centre for Applied Ethics, Hong Kong Baptist University, von 1997 bis 2003[4]
- Mitgründer (1989) und Präsident der International Society of Business, Economics and Ethics (ISBEE) von 2001 bis 2004
- Aufsichtsratsmitglied des Instituts für Wirtschaftsethik der Universität St. Gallen von 2011 bis 2018
- Research Fellow, Shanghai Academy of Social Sciences, Shanghai, 2014 bis 2019
- Mitglied des Wissenschaftlichen Beirats des Max-Weber-Kollegs der Universität Erfurt seit 2015

## Veröffentlichungen

### Bücher (Auswahl)
- mit weiteren Autoren: Ethik und Wirtschaftswissenschaft. Duncker & Humblot, Berlin 1985, ISBN 3-428-05910-7.
- Wirtschaftsethik im Werden: Ansätze und Problembereich der Wirtschaftsethik (= Kleine Hohenheimer-Reihe. Bd. 4). Akademie Diözese Rottenburg-Stuttgart 1988-
- mit Brenda Almond, Antonio Argandoña: People in Corporations: Ethical Responsibilities and Corporate Effectiveness. Kluwer Academic Publishers 1990, 264 S., ISBN 978-94-010-7435-3.
- Handlungsorientierte Wirtschaftsethik. Grundlagen und Anwendungen (= St. Galler Beiträge zur Wirtschaftsethik. Nr. 8). Haupt-Verlag, Bern 1993, 368 S., ISBN 3-258-04732-4; Ausgabe auf Chinesisch 2002.
- mit Karl Homann, Martin Honecker, Walter Kerber, Horst Steinmann: Lexikon der Wirtschaftsethik. Herder, Freiburg/Basel/Wien 1993; auf Portugiesisch 1997; auf Chinesisch 2001.
- International business ethics: Challenges and approaches. University of Notre Dame Press, 1999.
- Global competition and corporate responsibilities of small and medium-sized enterprises. Business Ethics: A European Review, Wiley Online Library, 2004.
- mit Xiaohe Lu: Developing business ethics in China. Palgrave Macmillan, New York 2006, Paperback 2013, ISBN 978-1-4039-7253-8; auf Chinesisch 2003.
- mit Patrick E. Murphy: Ethical Innovation in Business and the Economy. Edward Elgar Publishing, 2015.
- Corporate responsibility for wealth creation and human rights. Cambridge University Press, 2021, 275 S., Paperback 2023, ISBN 978-1-108-83080-5; auf Chinesisch 2023.
- mit Bryan Robinson (Hrsg.): The Global Survey of Business Ethics 2022-2024, Globethics Global Series No. 19, 20, 21, Genf 2024

### Listen
- Publications by Georges Enderle.[5]
- Liste von Veröffentlichungen auf Google Scholar (h-index=30).[6]
- Deutschsprachige Artikel in der Zeitschrift Orientierung.[7]

## Ehrungen
- 2007 Reinhold Niebuhr Award[8]
- 2017 Mendoza’s Mission Research Award